# كوثبيرت من مرسيا
كان كوثبيرت مرسياني من القرن الثامن وربما كان هو نفس الشخص الذي كان يحمل هذا الاسم والذي شهد المواثيق في عهد أوفا. قد يكون كوثبرت أيضًا هو نفس الشخص المذكور في الوقائع الأنجلوسكسونية في مدخل عام 779.
كان لدى كوثبيرت ثلاثة أبناء على الأقل وهم:

سليل كوثبيرت

- كوينوولف  [لغات أخرى]‏، ملك مرسيا (796 – 821 م).
- كوثريد  [لغات أخرى]‏، ملك كنت (798 – 807 م).
- سيولولف، ملك مرسيا (821 – 823 م).